# Medley
För andra betydelser, se Medley (olika betydelser).

Fjärilsim

Ryggsim

Bröstsim

Fristil, närmare bestämt crawl.

Medley är en tävlingsgren inom simningen där man simmar alla fyra simsätten.
Individuellt tävlas det i distanserna 100 meter, 200 meter och 400 meter, som simmas i ordningen:
- Fjärilsim
- Ryggsim
- Bröstsim
- Frisim

Medleylagkapp tävlas i distanserna 4x50 meter och 4x100 meter och simmas i ordningen:
- Ryggsim
- Bröstsim
- Fjärilsim
- Frisim

Att man inte använder samma ordning som i individuell medley hör samman med svårigheten att starta ryggsim, nerifrån vattnet, direkt efter en annan simmare i lagkappen. Man har därför lagt ryggsimmet först.